# Betty de Boer
Bregtje Grietje (Betty) de Boer (Surhuisterveen, 2 september 1971) is een Nederlands voormalig VVD-politica en bestuurster. Sinds 1 april 2023 is zij directeur van SpiritsNL, de brancheorganisatie van importeurs en producenten van gedistilleerde dranken.

## Biografie
De Boer doorliep de middelbare school in Drachten en studeerde juridische bestuurswetenschappen aan de Rijksuniversiteit Groningen. Daarna werkte ze voor verschillende gemeenten en bedrijven. In 2004 begon ze een eigen adviesbureau, gericht op mkb en overheid.
In 2002 werd De Boer voor de VVD gekozen tot raadslid in de gemeenteraad van de stad Groningen. Ze richtte zich op ruimtelijke ordening en verkeer en vervoer. In 2006 volgde ze Remco Kouwenhoven op als fractievoorzitter. De Boer was lid van de raadscommissies voor Financiën & Veiligheid en Ruimte & Wonen. Verder zat ze in de rekenkamercommissie.
Op 9 juni 2010 werd De Boer gekozen tot lid van de Tweede Kamer. Ze was in de Kamer woordvoerster spoor, openbaar vervoer, zee- en binnenvaart en havens. In 2010 stond ze op de plek 10 op de kieslijst; in 2012 op plek 11. In 2017 stond ze niet op de kandidatenlijst.
Sinds 1 september 2017 is De Boer werkzaam als relatiemanager bij het Maggie's Center te Groningen. Van 1 september 2018 tot 1 april 2023 was zij interim-directeur van de Regio Groningen-Assen. Sinds 1 april 2023 is zij directeur van SpiritsNL, de brancheorganisatie van importeurs en producenten van gedistilleerde dranken. Verder is zij voorzitter van de Stichting Wensambulance Noord-Nederland.
- Parlement.com: vi4hdu1lhcka